# Папські документи
Папські документи — правові акти та інші документи, видані Папою Римським. Не всі вони походять безпосередньо з ініціативи Папи, але підписані ним. Насправді вони можуть виникати в результаті роботи Римської курії, соборів чи синодів, але через абсолютну владу Папи вони не мають обов’язкової сили без його підпису.

## Види папських документів
- Апостольська конституція — найвищий за рангом законодавчий акт Католицької Церкви, який регулює питання догматичного чи дисциплінарного характеру.

Доктринальні документи:
- Енцикліка — офіційний пастирський лист щодо моральних, доктринальних чи дисциплінарних питань;

- Адгортація — офіційний документ, який заохочує до певної чесноти чи діяльності;

- Апостольський лист — доктринальний документ Католицької Церкви, що є частиною папського вчення, зазвичай адресований конкретним особам.

Організаційні документи:
- Булла — урочистий декрет

- Motu proprio — документ, виданий Папою з власної ініціативи.

- Бреве — офіційний документ Папи Римського, що здебільшого стосується питань церковного та світського життя меншої ваги.

- Декрет (указ) - звичайний нормативний акт (напр. призначення ординарія).